# Ernst Nilsson (brottare)
Ernst Nilsson, född 10 maj 1891, död 11 februari 1971, var en svensk brottare. Han blev olympisk bronsmedaljör i fristil +82,5 kg i Antwerpen 1920.